# Castrillo de San Pelayo
Castrillo de San Pelayo es una localidad española perteneciente al municipio de Villazala, en la provincia de León, comunidad autónoma de Castilla y León.

## Geografía

### Ubicación
| Noroeste: Veguellina de Órbigo | Norte: Barrio de Buenos Aires | Noreste: Acebes del Páramo |
| Oeste: Veguellina de Órbigo    |                               | Este: Matalobos del Páramo |
| Suroeste Villoria de Órbigo    | Sur: San Pelayo               | Sureste: San Pelayo        |

## Demografía
Evolución de la población
| Gráfica de evolución demográfica de Castrillo de San Pelayo entre 2000 y 2014 |
|                                                                               |
| Población de derecho (2000-2014) según el padrón municipal del INE            |